# Мария-Мерседес Бурбон-Орлеанска
Мария де лас Мерседес Бурбон-Орлеанска е френска принцеса, испанска инфанта и кралица на Испания – първа съпруга на испанския крал Алфонсо XII.

## Произход и ранни години
Мария-Мерседес е родена на 24 юни 1860 г. в кралския дворец в Мадрид като Мария де ла Мерседес Исабел Франсиска де Аисис Антония Луиза Фердинанда Фелипа Амалия Кристина Франсиска де Паула Раймона Рита Кайтана Мануела Хуана Хосефа Хоакина Анна Рафела Филомена Тереза Сантисима Тринидад Гаспарина Мелчора Балтазара ет омни санкти д'Орлеан и Бурбон, инфанта на Испания. Тя е дъщеря на френския принц Антоан Бурбон-Орлеански и инфанта Луиза-Фернанда Бурбон-Испанска. По бащина линия е внучка на последния френски крал Луи-Филип и на принцеса Мария-Амалия от Двете Сицилии и е първа братовчедка на българския цар Фердинанд I, чиято майка е леля на Мерседес. По майчина линия е внучка на испанския крал Фернандо VII и на принцеса Мария-Кристина от Двете Сицилии. Мерседес е племенница на испанската кралица Исабела II, която е по-голяма сестра на майка ѝ.
Въпреки че по бащина линия е френска принцеса, по-голямата част детството си Мария-Мерседес прекарва в Испания, където според слуховете баща ѝ прави планове да придобие испанската корона, поради което често се оказва нежелан в кралския дворец. След детронацията на Исабела II семейството на Мерседес напуска Испания и следващите няколко години живее в изгнание. През 1872 г. Мерседес се запознава и с първия си братовчед Алфонсо, официално титулуван крал на Испания, който също живее в изгнание. През 1874 г. Алфонсо успява да вземе властта в Испания в свои ръце, след като военен преврат отменя републиката.

## Испанска кралица
На 23 февруари 1878 г. Алфонсо XII и Мария-Мерседес се женят в катедралата в Аточа. Бракът на Алфонсо XII и Мария-Мерседес разбива надеждите на Исабела II, че синът ѝ ще вземе Бланка де Бурбон – дъщеря на карлисткия претендент за испанския престол.
Бракът на Алфонсо XII и Мария-Мерседес трае само шест месеца – месец след сватбата кралицата се разболява от туберкулоза и умира на 26 юни 1878, два дни след като навършва 18 години. Погребана е в кралската крипта на Ескориал.
След смъртта ѝ Алфонсо XII се жени повторно, но този път за австрийската ерцхерцогиня Мария-Кристина, която му ражда три деца.